# Берлінго
Берлінго, Берлінґо (італ. Berlingo, п'єм. Berlingo) — муніципалітет в Італії, у регіоні Ломбардія, провінція Брешія.
Берлінго розташоване на відстані близько 450 км на північний захід від Рима, 70 км на схід від Мілана, 15 км на захід від Брешії.
Населення — 2729 осіб (2014).

## Демографія
Населення за роками:

Станом на 1 січня 2023 року в муніципалітеті офіційно проживало 311 іноземців з 23 країн, серед них 42 громадяни країн Євросоюзу та 5 громадян України.

## Сусідні муніципалітети
- Лограто
- Маклодіо
- Ровато
- Травальято
- Тренцано